# Spathipheromyia magellani
Spathipheromyia magellani är en tvåvingeart som beskrevs av Malloch 1934. Spathipheromyia magellani ingår i släktet Spathipheromyia och familjen husflugor. Inga underarter finns listade i Catalogue of Life.